# Blessed Are the Sick
Blessed Are the Sick je druhým řadovým albem americké deathmetalové kapely Morbid Angel. I přesto, že opět obsahuje velice rychlé riffy, v porovnání s předchozím dílem Altars of Madness je tempo jeho skladeb celkově pomalejší, některé pasáže by se daly zařadit i do doommetalové oblasti - navíc je zde znatelná inspirace klasickou hudbou (hlavní skladatel Trey Azagthoth uvádí jako svůj velký vzor Mozarta). Nacházejí se zde i tři instrumentální skladby – pátá "Doomsday Celebration", jedenáctá "Desolate Ways" a třináctá "In Remembrance". Část materiálu na desce pochází z prvního neoficiálního dema "Abominations of Desolation" představeného kapelou již v roce 1986. V textech je kromě antikřesťanského postoje patrná inspirace sumerskou mytologií a díly H. P. Lovecrafta.

## Seznam skladeb
1. Intro - 01:27
2. Fall From Grace - 05:14
3. Brainstorm - 02:35
4. Rebel Lands - 02:41
5. Doomsday Celebration - 01:50
6. Day of Suffering - 01:54
7. Blessed Are the Sick / Leading the Rats - 04:47
8. Thy Kingdom Come - 03:25
9. Unholy Blasphemies - 02:10
10. Abominations - 04:27
11. Desolate Ways - 01:41
12. The Ancient Ones - 05:54
13. In Remembrance - 01:26

## Sestava
- David Vincent - baskytara, zpěv
- Trey Azagthoth - kytara, klávesy
- Richard Brunelle - kytara
- Pete Sandoval - bicí